# 矮生胡枝子
矮生胡枝子（学名：Lespedeza forrestii）为豆科胡枝子属下的一个种。

## 扩展阅读
- 維基物種上的相關：矮生胡枝子